# Vinogradi, Velikovec
Vinogradi (nemško Weinberg) je naselje v Občini Velikovec v Okraju Velikovec na Koroškem v Avstriji.